# Caraș-Severin (distrito)

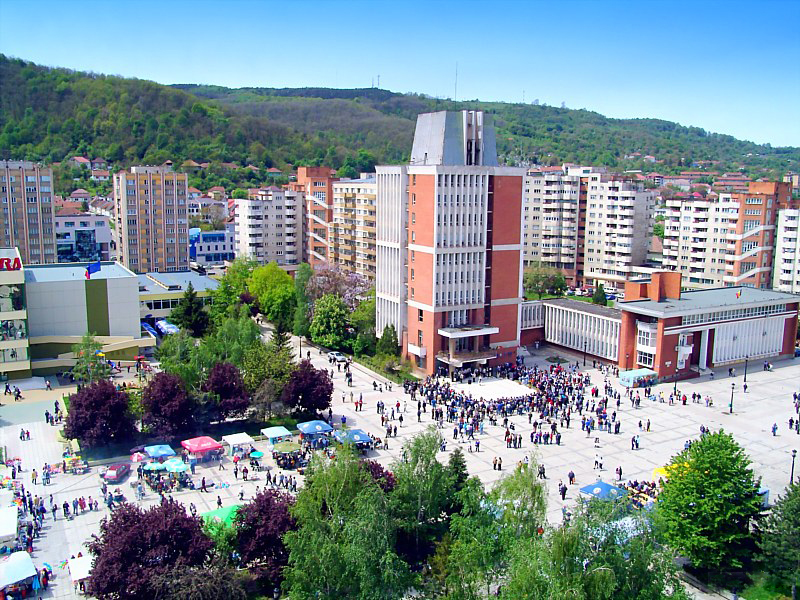
Reșița, capital de Caraș-Severin.

Caraș-Severin é um județ (distrito) da Romênia, na região da Transilvânia. Sua capital é a cidade de Reșița.

## Demografia
O distrito faz parte da euroregião Danúbio-Kris-Mures-Tisa.
Em 2011, possuía população de 295.579 habitantes e densidade demográfica de cerca de 35 hab./km².

### Grupos étnicos
- romenos - 88,24% [1]
- ciganos - 2,37%
- croatas - 1,88%
- alemães da Romênia - 1,84%
- sérvios - 1,82%
- húngaros - 1,74%
- ucranianos - 1,05%

### Evolução da população
| \| ano \| população[2] \| \| ---- \| ------------ \| \| 1930 \| 319.286 \| \| 1948 \| 302.254 \| \| 1956 \| 327.787 \| \| 1966 \| 358.726 \| \| 1977 \| 385.577 \| \| 1992 \| 376.347 \| \| 2002 \| 333.219 \| \| 2011 \| 295.579 \| |           |
| ano | população |
| 1930 | 319.286   |
| 1948 | 302.254   |
| 1956 | 327.787   |
| 1966 | 358.726   |
| 1977 | 385.577   |
| 1992 | 376.347   |
| 2002 | 333.219   |
| 2011 | 295.579   |

## Geografia
Com 8.514 km², Caraș-Severin é o terceiro maior distrito da Romênia, após Timiș e Suceava. Ele é também o distrito por onde o rio Danúbio entra na Romênia.
As montanhas constituem 67% da superfície do distrito, incluindo a cadeia dos Cárpatos meridionais, com os Montes Banato, Montes Ţarcu-Godeanu e Montes Cernei e elevações entre 600 e 2.100 metros. No lado oeste do distrito, colinas fazem a transição entre a área montanhosa e a Planície do Banato.
O Danúbio adentra a Romênia próximo a Baziaș, na fronteira com a Sérvia. Os rios Timiș, Cerna, Caraș e Nera cruzam o distrito, alguns deles através de vales e desfiladeiros espetaculares.

### Limites
- Hunedoara (condado) e Gorj a leste;
- Timiș ao norte;
- Mehedinți a sudeste;
- Sérvia a sudoeste;
  - Província Autônoma de Vojvodina a oeste - Banato do Sul.
  - distritos de Bor e Braničevo ao sul.

## História e Economia
Em 1718 o distrito de Caraș-Severin fazia parte da Monarquia de Habsburgo da Áustria, na província do Banato. A capital do distrito, Reșița, foi fundada em 1771 e transformou-se num moderno centro industrial durante a ocupação austríaca. A área recebeu considerável atenção devido às suas indústrias de mineração. Em 1855, toda a área do Banato, com suas reservas de mineral e madeira, foram transferidas do Tesouro Austríaco para uma companhia de mineração e ferrovias austríaca e francesa chamada StEG. A StEG construiu a ferrovia Oravița-Baziaș - a ferrovia mais antiga da Romênia.
Após a Segunda Guerra Mundial, StEG, Banato e a maioria das propriedades Austro-Húngaras foram assumidas pela companhia chamada UDR. A chegada do regime comunista na Romênia após a segunda guerra e a campanha de nacionalização da indústria mineradora trouxe enorme revolta social na área.

### Dados históricos
- 102 d C. assentamento romano Tibisco;
- 1289 a localidade Caransebeș aparece nos documentos com o nome de Ópido;
- 1718 como consequência da Paz de Passarowitz, a região de Banato cai sob domínio do Império Austro-Húngaro;
- 1769 instalação de centros metalúrgicos em Reșița, e 1771 início de funcionamento dos primeiros altos fornos da Romênia;
- 1783 a cidade de Caransebeș se converte a sede do bispado Ortodoxo;
- 1817 inauguração em  Oravița do primeiro teatro permanente do sudoeste de Europa.

## Turismo

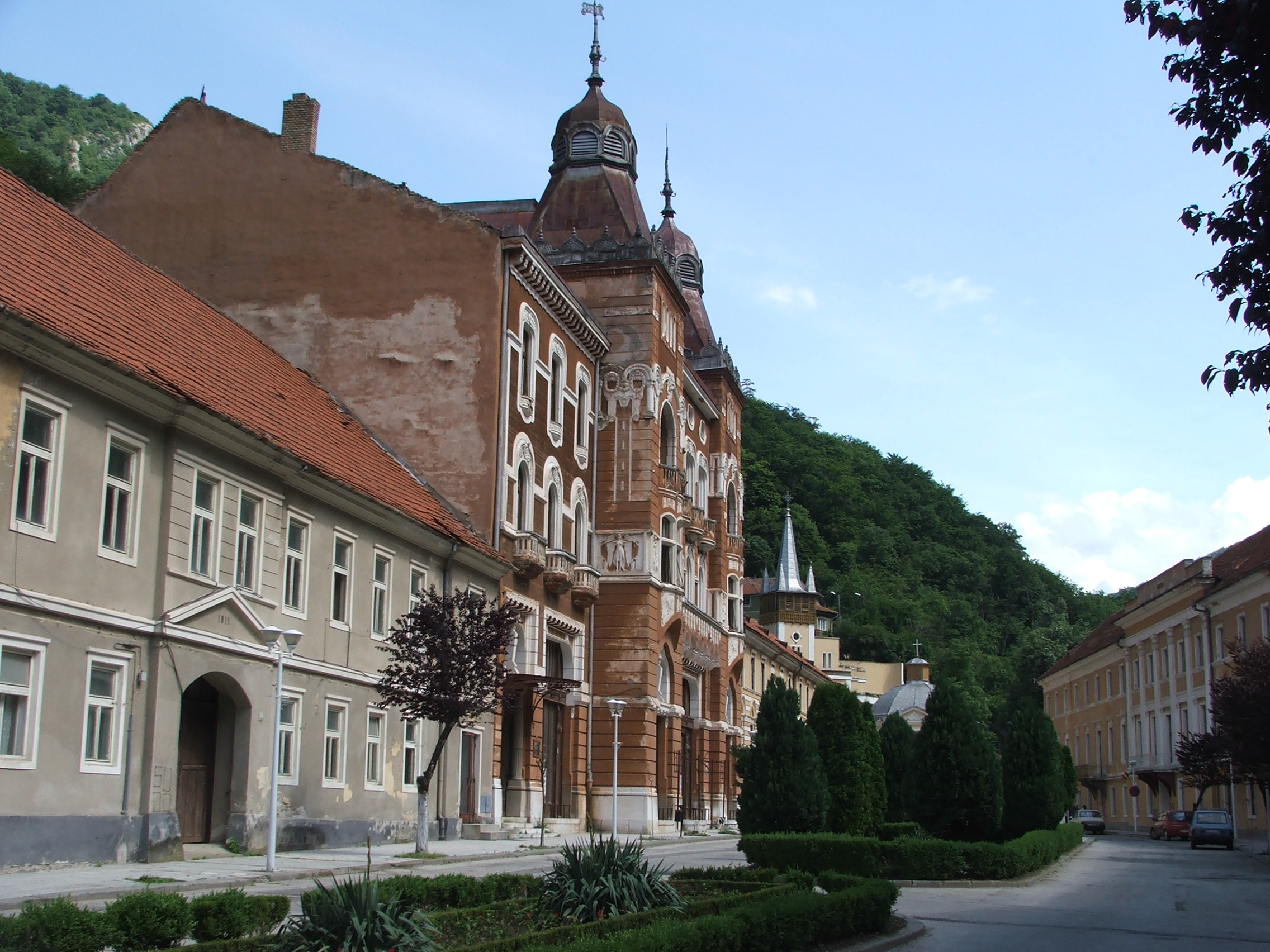
Antigo hotel em Băile Herculane, da época do Império Austro-Húngaro.

Descobertas arqueológicas mostram que a área foi povoada desde o paleolítico. Há o "Museu de História do Distrito" em  Resita, que exibe artefatos arqueológicos, e, na cidade de Ocna de Fier, a  "Coleção Mineralógica Constantin Gruiescu". O distrito apresenta os festivais regionais daffodil e lilac na primavera.
Principais atrações:
- Cheile Nerei - Parque Nacional Beușinta National;
- Semenic - Parque Nacional Cheile Carașului;
- Domogled - Parque Nacional Valea Cernei;
- Parque Nacional da Porta de Ferro do Danúbio;
- Resort de Semenic;
- Resort de Băile Herculane.

## Administração
- Presidente da Assembléia do Distrito - Sorin Frunzăverde (Partido Democrático Liberal)
- Vice-presidentes - Ionesie Ghiorghioni (Partido Democrático Liberal) e Iulian Georgevici (Partido Nacional Liberal)

## Divisão administrativa
O distrito possui 2 municípios, 6 cidades e 69 comunas.

### Municípios
- Reșița
- Caransebeș

### Cidades
- Anina
- Băile Herculane
- Bocșa
- Moldova Nouă
- Oravița
- Oțelu Roșu

### Comunas
| - Armeniș - Bănia - Băuțar - Berliște - Berzasca - Berzovia - Bolvașnița - Bozovici - Brebu - Brebu Nou - Buchin - Bucoșnița - Carașova - Cărbunari | - Ciclova Română - Ciuchici - Ciudanovița - Constantin Daicoviciu - Copăcele - Cornea - Cornereva - Coronini - Dalboșeț - Doclin - Dognecea - Domașnea - Eftimie Murgu - Ezeriș | - Fârliug - Forotic - Gârnic - Glimboca - Goruia - Grădinari - Iablanița - Lăpușnicel - Lăpușnicu Mare - Luncavița - Lupac - Marga - Măureni - Mehadia | - Mehadica - Naidăș - Obreja - Ocna de Fier - Păltiniș - Pojejena - Prigor - Răcășdia - Ramna - Rusca Montană - Sacu - Sasca Montană - Sichevița - Slatina-Timiș | - Socol - Şopotu Nou - Târnova - Teregova - Ticvaniu Mare - Topleț - Turnu Ruieni - Văliug - Vărădia - Vermeș - Vrani - Zăvoi - Zorlențu Mare |

### Vilarejos
- Agadici
- Mal